# Azerbaïdjan aux Jeux olympiques d'été de 2020
L'Azerbaïdjan participe aux Jeux olympiques de 2020 à Tokyo au Japon. Il s'agit de sa 7e participation aux Jeux olympiques d'été.
Le judoka Rüstəm Orucov est nommé porte-drapeau de la délégation par le Comité national olympique d'Azerbaïdjan en juin 2021.

## Médaillés
| Sport  | Discipline                  | Athlète(s)     | Performance                  | Date   |
| ------ | --------------------------- | -------------- | ---------------------------- | ------ |
| Karaté | Kumité moins de 75 hommes   | Rafael Ağayev  | Luigi Busà Défaite 0-1       | 6 août |
| Karaté | Kumité plus de 61 kg femmes | Iryna Zaretska | Feryal Abdelaziz Défaite 0-2 | 7 août |
| Lutte  | Libre 65 kg hommes          | Hacı Əliyev    | Takuto Otoguro Défaite 4-5   | 7 août |

| Sport | Discipline             | Athlète(s)              | Performance                               | Date       |
| ----- | ---------------------- | ----------------------- | ----------------------------------------- | ---------- |
| Judo  | Plus de 78 kg femmes   | Iryna Kindzerska        | Xu Shiyan Victoire 10-00                  | 30 juillet |
| Boxe  | Poids mi-lourds hommes | Loren Alfonso Dominguez | Arlen López Défaite 0-5                   | 1er août   |
| Lutte | Gréco-romaine 77 kg    | Rafig Huseynov          | Karapet Chalyan Victoire 4-1              | 3 août     |
| Lutte | Libre 50 kg femmes     | Mariya Stadnik          | Tsogt-Ochiryn Namuuntsetseg Victoire 10-0 | 7 août     |

| Sport  |   |   |   | Total |
| ------ | - | - | - | ----- |
| Karaté | 0 | 2 | 0 | 2     |
| Lutte  | 0 | 1 | 2 | 3     |
| Boxe   | 0 | 0 | 1 | 1     |
| Judo   | 0 | 0 | 1 | 1     |
| Total  | 0 | 3 | 4 | 7     |

| Jour       |   |   |   | Total |
| ---------- | - | - | - | ----- |
| 30 juillet | 0 | 0 | 1 | 1     |
| 1er août   | 0 | 0 | 1 | 1     |
| 3 août     | 0 | 0 | 1 | 1     |
| 6 août     | 0 | 1 | 0 | 1     |
| 7 août     | 0 | 2 | 1 | 3     |
| Total      | 0 | 3 | 4 | 7     |

| Sexe   |   |   |   | Total |
| ------ | - | - | - | ----- |
| Femmes | 0 | 1 | 2 | 3     |
| Hommes | 0 | 2 | 2 | 4     |
| Total  | 0 | 3 | 4 | 7     |

## Athlètes engagés
| Sport       | Hommes | Femmes | Total |
| ----------- | ------ | ------ | ----- |
| Athlétisme  | 1      | 1      | 2     |
| Badminton   | 1      | 0      | 1     |
| Boxe        | 5      | 0      | 5     |
| Cyclisme    | 1      | 0      | 1     |
| Escrime     | 0      | 1      | 1     |
| Gymnastique | 1      | 7      | 8     |
| Judo        | 7      | 2      | 9     |
| Karaté      | 2      | 1      | 3     |
| Lutte       | 5      | 2      | 7     |
| Natation    | 1      | 1      | 2     |
| Taekwondo   | 1      | 1      | 2     |
| Tir         | 2      | 0      | 2     |
| Triathlon   | 1      | 0      | 1     |
| Total       | 26     | 14     | 44    |

## Résultats

### Athlétisme
| Athlète       | Épreuve                   | Qualification | Qualification | Finale      | Finale   |
| Athlète       | Épreuve                   | Performance   | Rang          | Performance | Rang     |
| ------------- | ------------------------- | ------------- | ------------- | ----------- | -------- |
| Nazim Babayev | Triple saut masculin      | 16,72 m       | 15e           | Éliminé     | Éliminé  |
| Hanna Skydan  | Lancer du marteau féminin | 69,57 m       | 16e           | Éliminée    | Éliminée |

### Badminton
| Athlète            | Compétition   | Phase de groupes                | Phase de groupes              | Phase de groupes | 1/8e de finale   | Quarts de finale | Demi-finales     | Finale           | Finale  |
| Athlète            | Compétition   | Adversaire Score                | Adversaire Score              | Rang             | Adversaire Score | Adversaire Score | Adversaire Score | Adversaire Score | Rang    |
| ------------------ | ------------- | ------------------------------- | ----------------------------- | ---------------- | ---------------- | ---------------- | ---------------- | ---------------- | ------- |
| Ade Resky Dwicahyo | Simple hommes | Tiến Minh Victoire 21-14, 21-18 | Antonsen Défaite 16-21, 15-21 | 2e du gr. L      | Éliminé          | Éliminé          | Éliminé          | Éliminé          | Éliminé |

### Boxe
| Athlète                 | Catégorie                    | 1/16e de finale       | 1/8e de finale        | Quart de finale     | Demi-finale         | Finale              | Rang                                |
| Athlète                 | Catégorie                    | Adversaire Résultat   | Adversaire Résultat   | Adversaire Résultat | Adversaire Résultat | Adversaire Résultat | Rang                                |
| ----------------------- | ---------------------------- | --------------------- | --------------------- | ------------------- | ------------------- | ------------------- | ----------------------------------- |
| Tayfur Aliyev           | Plumes hommes (-57 kg)       | Văn Đương Défaite 2-3 | Éliminé               | Éliminé             | Éliminé             | Éliminé             | Éliminé                             |
| Javid Chalabiyev        | Légers hommes (-63 kg)       | Khartsyz Victoire 5-0 | Bachkov Défaite 1-4   | Éliminé             | Éliminé             | Éliminé             | Éliminé                             |
| Lorenzo Sotomayor       | Welters hommes (-69 kg)      | Madiev Défaite (AAB)  | Éliminé               | Éliminé             | Éliminé             | Éliminé             | Éliminé                             |
| Loren Alfonso Dominguez | Mi-lourds hommes (-81 kg)    | Exempté               | Ruzmetov Victoire 4-1 | Malkan Victoire 5-0 | López Défaite 0-5   | Éliminé             | Médaille de bronze, Jeux olympiques |
| Mahammad Abdullayev     | Super-lourds hommes (+91 kg) | Latypov Victoire 3-1  | Jalolov Défaite 0-5   | Éliminé             | Éliminé             | Éliminé             | Éliminé                             |

### Cyclisme sur route
| Athlète       | Compétition     | Temps   | Rang    |
| ------------- | --------------- | ------- | ------- |
| Elchin Esedov | Course en ligne | Abandon | Abandon |

### Escrime
| Athlète     | Compétition      | 1/32e de finale  | 1/16e de finale     | 1/8e de finale         | Quarts de finale | Demi-finale Classement 5-8 | Finale 3e place Classement 5e, 7e places | Rang     |
| Athlète     | Compétition      | Adversaire Score | Adversaire Score    | Adversaire Score       | Adversaire Score | Adversaire Score           | Adversaire Score                         | Rang     |
| ----------- | ---------------- | ---------------- | ------------------- | ---------------------- | ---------------- | -------------------------- | ---------------------------------------- | -------- |
| Anna Bashta | Sabre individuel | Exempté          | Stone Victoire 15-9 | Nikitina Défaite 13-15 | Éliminée         | Éliminée                   | Éliminée                                 | Éliminée |

### Gymnastique

#### Artistique
| Athlète       | Compétition      | Qualifications | Qualifications | Qualifications | Qualifications | Qualifications    | Qualifications | Qualifications | Qualifications | Finale   | Finale         | Finale   | Finale   | Finale            | Finale     | Finale  | Finale  |
| Athlète       | Compétition      | Appareil       | Appareil       | Appareil       | Appareil       | Appareil          | Appareil       | Total          | Rang           | Appareil | Appareil       | Appareil | Appareil | Appareil          | Appareil   | Total   | Rang    |
| Athlète       | Compétition      | Sol            | Cheval d'arçon | Anneaux        | Saut           | Barres parallèles | Barre fixe     | Total          | Rang           | Sol      | Cheval d'arçon | Anneaux  | Saut     | Barres parallèles | Barre fixe | Total   | Rang    |
| ------------- | ---------------- | -------------- | -------------- | -------------- | -------------- | ----------------- | -------------- | -------------- | -------------- | -------- | -------------- | -------- | -------- | ----------------- | ---------- | ------- | ------- |
| Ivan Tikhonov | Concours général | 13,233         | 13,366         | 14,200         | 13,600         | 12,766            | 13,133         | 80,298         | 45e            | Éliminé  | Éliminé        | Éliminé  | Éliminé  | Éliminé           | Éliminé    | Éliminé | Éliminé |

| Athlète          | Compétition      | Qualifications | Qualifications      | Qualifications | Qualifications | Qualifications | Qualifications | Finale   | Finale              | Finale   | Finale   | Finale   | Finale   |
| Athlète          | Compétition      | Appareil       | Appareil            | Appareil       | Appareil       | Total          | Rang           | Appareil | Appareil            | Appareil | Appareil | Total    | Rang     |
| Athlète          | Compétition      | Saut           | Barres asymétriques | Poutre         | Sol            | Total          | Rang           | Saut     | Barres asymétriques | Poutre   | Sol      | Total    | Rang     |
| ---------------- | ---------------- | -------------- | ------------------- | -------------- | -------------- | -------------- | -------------- | -------- | ------------------- | -------- | -------- | -------- | -------- |
| Marina Nekrasova | Concours général | 13,133         | 10,833              | 12,266         | 12,000         | 48,232         | 70e            | Éliminée | Éliminée            | Éliminée | Éliminée | Éliminée | Éliminée |

#### Rythmique
| Athlète          | Qualification | Qualification | Qualification | Qualification | Qualification | Qualification | Finale   | Finale   | Finale   | Finale   | Finale   | Finale   |
| Athlète          |               |               |               |               | Total         | Rang          |          |          |          |          | Total    | Rang     |
| ---------------- | ------------- | ------------- | ------------- | ------------- | ------------- | ------------- | -------- | -------- | -------- | -------- | -------- | -------- |
| Zohra Aghamirova | 23,000        | 23,400        | 21,500        | 19,900        | 87,800        | 18e           | Éliminée | Éliminée | Éliminée | Éliminée | Éliminée | Éliminée |

| Athlète                                                                             | Qualification | Qualification | Qualification | Qualification | Finale    | Finale    | Finale    | Finale    |
| Athlète                                                                             | 5             | 4 + 3         | Total         | Rang          | 5         | 4 + 3     | Total     | Rang      |
| ----------------------------------------------------------------------------------- | ------------- | ------------- | ------------- | ------------- | --------- | --------- | --------- | --------- |
| Laman Alimuradova Zeynab Hummatova Yelyzaveta Luzan Narmina Samadova Darya Sorokina | 36,700        | 37,650        | 74,350        | 10e           | Éliminées | Éliminées | Éliminées | Éliminées |

### Judo
| Athlète            | Compétition            | 1er tour                  | 2e tour                     | Quart de finale     | Demi-finale         | Repêchage              | Finale / MB         | Rang                                |
| Athlète            | Compétition            | Adversaire Résultat       | Adversaire Résultat         | Adversaire Résultat | Adversaire Résultat | Adversaire Résultat    | Adversaire Résultat | Rang                                |
| ------------------ | ---------------------- | ------------------------- | --------------------------- | ------------------- | ------------------- | ---------------------- | ------------------- | ----------------------------------- |
| Karamat Huseynov   | Moins de 60 kg hommes  | McKenzie Victoire 10-00   | Chkhvimiani Défaite 00-10   | Éliminé             | Éliminé             | Éliminé                | Éliminé             | Éliminé                             |
| Orxan Səfərov      | Moins de 66 kg hommes  | Serikzhanov Défaite 00-10 | Éliminé                     | Éliminé             | Éliminé             | Éliminé                | Éliminé             | Éliminé                             |
| Rüstəm Orucov      | Moins de 73 kg hommes  | Mogushkov Victoire 11-00  | Makhmadbekov Victoire 11-00 | Ōno Défaite 00-10   | Non qualifié        | Gjakova Victoire 11-00 | An Défaite 00-11    | 5e                                  |
| Murad Fatiyev      | Moins de 81 kg hommes  | Harris Victoire 10-00     | Mollaei Défaite 00-10       | Éliminé             | Éliminé             | Éliminé                | Éliminé             | Éliminé                             |
| Mammadali Mehdiyev | Moins de 90 kg hommes  | Bozbayev Victoire 10-00   | Igolnikov Défaite 00-11     | Éliminé             | Éliminé             | Éliminé                | Éliminé             | Éliminé                             |
| Zelym Kotsoiev     | Moins de 100 kg hommes | Iddir Victoire 11-00      | El Nahas Défaite 00-10      | Éliminé             | Éliminé             | Éliminé                | Éliminé             | Éliminé                             |
| Uşangi Kokauri     | Plus de 100 kg hommes  | Sarnacki Victoire 10-00   | Silva Défaite 00-10         | Éliminé             | Éliminé             | Éliminé                | Éliminé             | Éliminé                             |
| Aisha Gurbanli     | Moins de 48 kg femmes  | Costa Défaite 00-11       | Éliminée                    | Éliminée            | Éliminée            | Éliminée               | Éliminée            | Éliminée                            |
| Iryna Kindzerska   | Moins de 78 kg femmes  | Exemptée                  | Cerić Victoire 10-00        | Han Victoire 11-00  | Sone Défaite 00-10  | -                      | Xu Victoire 10-00   | Médaille de bronze, Jeux olympiques |

### Karaté
| Athlète             | Compétition           | Tour de qualification | Tour de qualification | Tour de qualification  | Tour de qualification | Tour de qualification | Demi-finale             | Finale                | Rang                               |
| Athlète             | Compétition           | Match 1               | Match 2               | Match 3                | Match 4               | Place                 | Demi-finale             | Finale                | Rang                               |
| Athlète             | Compétition           | Adversaire Résultat   | Adversaire Résultat   | Adversaire Résultat    | Adversaire Résultat   | Place                 | Adversaire Résultat     | Adversaire Résultat   | Rang                               |
| ------------------- | --------------------- | --------------------- | --------------------- | ---------------------- | --------------------- | --------------------- | ----------------------- | --------------------- | ---------------------------------- |
| Firdovsi Farzaliyev | Moins de 67 kg hommes | Şamdan Défaite 1-7    | Sago Victoire 1-0     | Assadilov Défaite 2-6  | El-Sawy Défaite 0-1   | 5e                    | Éliminé                 | Éliminé               | Éliminé                            |
| Rafael Ağayev       | Moins de 75 kg hommes | Bitsch Victoire 2-1   | Yahiro Victoire 5-0   | Azhikanov Victoire 3-2 | Busà Défaite 1-3      | 2e                    | Hárspataki Victoire 7-0 | Busà Défaite 0-1      | Médaille d'argent, Jeux olympiques |
| Iryna Zaretska      | Plus de 61 kg femmes  | Uekusa Victoire 4-1   | Semeraro Victoire 3-2 | Berultseva Défaite 4-5 | Hocaoğlu Victoire 4-0 | 1re                   | Gong Victoire 7-2       | Abdelaziz Défaite 0-2 | Médaille d'argent, Jeux olympiques |

### Lutte
| Athlète        | Compétition  | Huitièmes de finale    | Quarts de finale        | Demi-finale         | Repêchage                 | Finale 3e place Classement  | Rang                                |
| Athlète        | Compétition  | Adversaire Résultat    | Adversaire Résultat     | Adversaire Résultat | Adversaire Résultat       | Adversaire Résultat         | Rang                                |
| -------------- | ------------ | ---------------------- | ----------------------- | ------------------- | ------------------------- | --------------------------- | ----------------------------------- |
| Hacı Əliyev    | 65 kg hommes | Diatta Victoire 4-0    | Niyazbekov Victoire 9-1 | Punia Victoire 12-5 | -                         | Otoguro Défaite 4-5         | Médaille d'argent, Jeux olympiques  |
| Turan Bayramov | 74 kg hommes | Mykhailov Victoire 4-2 | Chamizo Défaite 1-3     | Éliminé             | Éliminé                   | Éliminé                     | Éliminé                             |
| Şərif Şərifov  | 97 kg hommes | Sadulaev Défaite 0-5   | Non qualifié            | Non qualifié        | Odikadze Victoire 7-5     | Salas Défaite 3-3 (DP)      | 5e                                  |
| Mariya Stadnik | 50 kg femmes | Orshush Victoire 11-7  | Hamdi Victoire 10-0     | Susaki Défaite 0-11 | -                         | Namuuntsetseg Victoire 10-0 | Médaille de bronze, Jeux olympiques |
| Elis Manolova  | 68 kg femmes | Oborududu Défaite 2-13 | Non qualifiée           | Non qualifiée       | Zhumanazarova Défaite 1-4 | Éliminée                    | Éliminée                            |

| Athlète        | Compétition | Huitième de finale         | Quart de finale       | Demi-finale         | Repêchage           | Finale 3e place Classement | Rang                                |
| Athlète        | Compétition | Adversaire Résultat        | Adversaire Résultat   | Adversaire Résultat | Adversaire Résultat | Adversaire Résultat        | Rang                                |
| -------------- | ----------- | -------------------------- | --------------------- | ------------------- | ------------------- | -------------------------- | ----------------------------------- |
| Rafig Huseynov | 77 kg       | Kessidis Victoire 1-1 (DP) | Makhmudov Défaite 1-9 | Non qualifié        | Maafi Victoire 11-1 | Chalyan Victoire 4-1       | Médaille de bronze, Jeux olympiques |
| Islam Abbasov  | 87 kg       | Grégorich Défaite 1-3      | Éliminé               | Éliminé             | Éliminé             | Éliminé                    | Éliminé                             |

### Natation
| Athlète                | Épreuve                | Série         | Série | Demi-finale | Demi-finale | Finale   | Finale   |
| Athlète                | Épreuve                | Temps         | Rang  | Temps       | Rang        | Temps    | Rang     |
| ---------------------- | ---------------------- | ------------- | ----- | ----------- | ----------- | -------- | -------- |
| Maksym Shemberev       | 400 m 4 nages masculin | 4 min 19 s 40 | 26e   | Non disputé | Non disputé | Éliminé  | Éliminé  |
| Maryam Sheikh Alizadeh | 100 m papillon féminin | 1 min 1 s 37  | 30e   | Éliminée    | Éliminée    | Éliminée | Éliminée |

### Taekwondo
| Athlète        | Compétition           | Huitièmes de finale   | Quarts de finale        | Demi-finale         | Repêchage           | Finale / MB         | Rang     |
| Athlète        | Compétition           | Adversaire Résultat   | Adversaire Résultat     | Adversaire Résultat | Adversaire Résultat | Adversaire Résultat | Rang     |
| -------------- | --------------------- | --------------------- | ----------------------- | ------------------- | ------------------- | ------------------- | -------- |
| Milad Beigi    | Moins de 80 kg hommes | Liu Victoire 15-11    | Rafalovich Défaite 1-12 | Éliminé             | Éliminé             | Éliminé             | Éliminé  |
| Farida Azizova | Moins de 67 kg femmes | McPherson Défaite 5-8 | Éliminée                | Éliminée            | Éliminée            | Éliminée            | Éliminée |

### Tir
| Athlète      | Compétition                  | Qualification | Qualification | Finale  | Finale  |
| Athlète      | Compétition                  | Points        | Rang          | Points  | Rang    |
| ------------ | ---------------------------- | ------------- | ------------- | ------- | ------- |
| Ruslan Lunev | Pistolet à air comprimé 10 m | 574           | 20e           | Éliminé | Éliminé |
| Ruslan Lunev | Pistolet à 25 m tir rapide,  | 567           | 21e           | Éliminé | Éliminé |
| Emin Jafarov | Skeet,                       | 116           | 26e           | Éliminé | Éliminé |

### Triathlon
| Athlète           | Compétition | Natation (1,5 km) | Transition 1 | Vélo (40 km) | Transition 2 | Course (10 km) | Temps           | Résultat |
| ----------------- | ----------- | ----------------- | ------------ | ------------ | ------------ | -------------- | --------------- | -------- |
| Rostislav Pevtsov | Hommes      | 18 min 27 s       | 39 s         | 57 min 20 s  | 33 s         | 34 min 32 s    | 1 h 50 min 46 s | 41e      |